# 식도락
《식도락》(食道楽)은 무라이 겐사이가 쓴 소설이다. 지금으로부터 약 110여 년 전인 1903년 ≪호치신문(報知新聞)≫에 연재되었던 신문 소설로서 봄, 여름, 가을, 겨울 총 네 편으로 구성된 장편 소설이다.
이 소설이 연재되던 메이지 시대의 일본은 개화라는 이름 아래 밀려오는 서양 문물에 하루빨리 적응해야 한다는 의무감과, 그간 접하기 어려웠던 중국과 조선, 동남아시아 등 아시아 국가들의 문물에 대한 호기심이 공존하던 시대였다. 특히 식문화 부분에서 변화가 컸는데, 거의 1000년 이상 지속되어 왔던 육식 금기가 해제되어 여러 가지 고기 요리가 발달하기 시작했다. 또한 포크나 나이프 같은 생소한 서양식 식사 도구는 물론, 파인애플이나 타피오카 같은 이국적인 식재료들이 하루가 다르게 쏟아져 들어오면서 이러한 시대의 변화에 하루빨리 익숙해져 ‘하이칼라’가 되어야 한다는 의무감을 느끼게 되었다. 이에 서양에 대한 상식이나 예의범절, 아시아의 다른 나라에 대한 기본적 지식 등을 알기 쉽게 설명해 줄 교양서가 절실하게 필요해졌다. ≪식도락≫은 이러한 메이지 시대 일본인들의 요구에 부응하기 위해 등장한 소설이자 식문화 전문 교양서다.
총 4부로 구성되어 있다.

## 개요
≪맛의 달인≫, ≪고독한 미식가≫, ≪심야식당≫ 등 일본에서는 만화건 드라마건 에세이건, “요리”, “미식”이 들어가면 인기를 얻는다. 소위 “구루메 문화”로 일컬어지는 이 일본의 미식 문화의 주인공은 바로 1903년 ≪호치신문≫에 연재를 시작한 무라이 겐사이의 소설 ≪식도락≫이다.
메이지 시대가 오기까지 천 년이 넘게 육식을 금지당했던 일본인에게 다양한 육류 요리를 소개하는 것은 물론, 서구 문물 개방에 발맞추어 근대적이고 세계적인 식문화를 소개했다. 순박한 시골뜨기 먹보 청년 오하라와, 똑똑하고 요리 솜씨가 뛰어난 당찬 아가씨 오토와의 사랑을 바탕으로 600종이 넘는 세계 각국의 요리를 소개한 이 작품은 당대에 엄청난 붐을 불러일으켰을 뿐 아니라, 이후 일본 식문화의 발전에 지대한 영향을 끼쳤고 각종 먹방 쿡방 작품들의 선구자가 되었다.
근대 일본에 유입된 서구의 식문화와 이를 바탕으로 한 메이지 시대의 생활상, 당시 지식인들의 사상, 개화기 신문 소설의 특징 등을 살펴볼 수 있을 뿐 아니라, 신토불이, 자급자족, 유기농, 비건 등 오늘날의 식문화 문제까지도 고찰할 수 있다.

## 계몽
≪식도락≫은 대중에게 올바른 식생활을 계몽하기 위한 목적으로 집필한 작품이다. 그러나 식품에 대해 설명하고 올바른 식생활을 계몽하는 내용만을 담아서는 본래의 목적인 널리 대중을 계몽하기 어렵다. 이에 겐사이는 ‘소설’의 형식을 빌려 재미있게 읽으면서 자연스럽게 식문화에 대한 바른 관점을 가질 수 있도록 유도했다. 따라서 이 작품은 인물이나 스토리보다도 작중 인물들이 언급하는 식문화에 대한 설명 부분이 더 중요한 내용이지만, 실제로는 캐릭터 설정이나 갈등 요소의 배치 등을 볼 때 근대 소설의 초기에 등장한 작품이라고는 믿기지 않을 만큼 완성도가 높다.

## 중요성
≪식도락≫은 단순히 이국적인 식문화의 소개에만 그치지 않는다. 새로운 시대를 상징하는 인물과 내용을 빌려 당시 독자들에게 식문화에 대한 새로운 인식이 필요하다는 사실을 전달한다. 이 책이 지금까지도 일본에서 식문화를 다룬 교양서 중 고전의 반열에 올라 있는 이유는 음식이란 단순히 생존을 위한 것만이 아니라 문화 그 자체를 대변하고 있으며, 음식에 대한 태도를 통해 그 사회의 문화 수준을 가늠할 수 있다는 당시로서는 파격적인 메시지를 담고 있기 때문이다. 매일 먹는 음식이 건강한 재료로 만든 것이고 이를 만드는 과정도 위생적이어야 한다는 주장은 단순히 먹을거리에만 한정한 의견이 아니라 음식의 재료를 만드는 데 필요한 농업과 공업 기술의 문제, 또 그것을 만드는 가정의 주거 구조와 생활 양식의 문제, 무엇보다 이 모든 과정을 진지하게 생각할 만한 높은 사회적 인식 수준이 필요하다는 내용을 담고 있다. 이는 이 소설이 발표되었던 메이지 시대에만 해당하는 내용이 아니다. 유기농 식재료나 유전자 조작 식품 등이 중요한 이슈로 떠오른 현대 사회에서도 여전히 유효한 주장이다. 이러한 선구적인 인식을 ≪식도락≫은 이미 100여 년 전에 제시하고 있었다는 사실은 지금의 관점으로 보아도 상당히 놀라운 것이다. ≪식도락≫이 제시한 이 같은 방향의 제시는 이후 이어지는 식문화를 다룬 교양서나 소설, 만화에서도 여전히 계승되어, 식문화를 바탕으로 당대 문명의 문제점을 지적하고 진단하는 더 깊은 차원의 문제까지 자연스럽게 논의할 수 있도록 주제나 내용을 제시하는 저작들이 다수 나타나게 되는 계기가 되었다.